# Comoé (provins)
Comoé är en provins i Burkina Faso.   Den ligger i regionen Cascades, i den sydvästra delen av landet, 400 km sydväst om huvudstaden Ouagadougou. Antalet invånare är 261 738.
Följande samhällen finns i Comoé:
- Banfora